# 노보리베쓰 온천

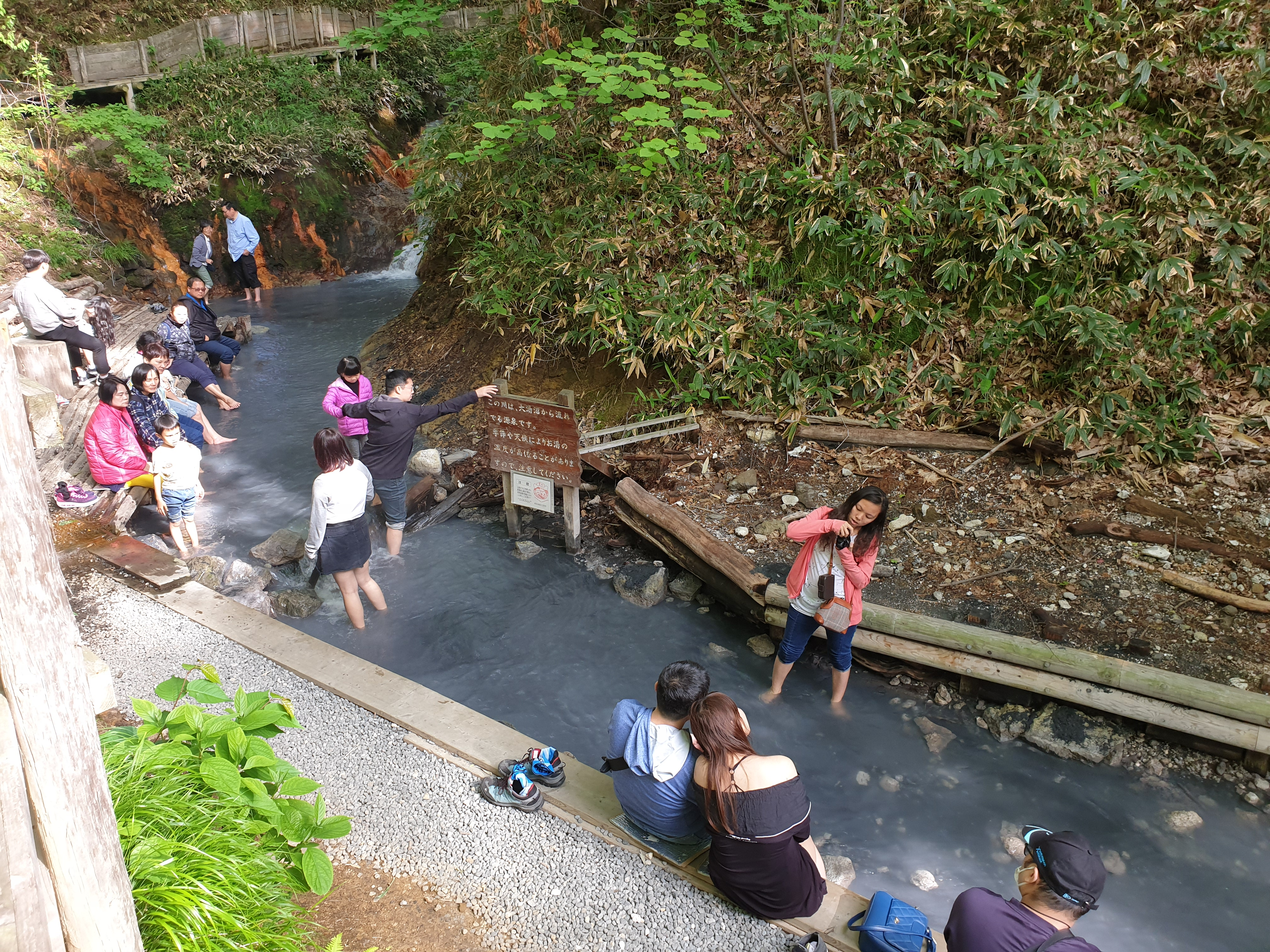
노보리베쓰 온천의 천연 족욕탕

노보리베쓰 온천(登別温泉)은 일본 홋카이도 노보리베쓰시에 있는 온천이다. 에도 시대부터 온천의 존재가 알려져 메이지 시대에 온천 여관이 마련된 후로는 관광지로 유명세를 떨치고 있다. 일본의 온천 100선에서는 매년 상위 랭킹을 차지하고 있는 유명 온천이다.